# 佳能 EOS 550D
佳能 EOS 550D，又称为Digital Rebel T2i（北美市场）或EOS Kiss Digital X4（日本市场）是由佳能公司于2010年2月8日宣布，并将于2010年2月24日上市的一款消费级别数码单镜反光相机。在北美市场Digital Rebel T2i将于同年3月上市。作为成功的佳能 EOS 500D的继任者，佳能EOS 550D具有1870万有效像素CMOS图像感应器。
與500D相同使用尺寸3吋LCD 像素提高到104萬。
發表同時，佳能 EOS 450D同時在日本官網顯示停產。